# Chicago Cab
Chicago Cab (Alternativtitel: Hellcab) ist eine US-amerikanische Filmkomödie aus dem Jahr 1998. Regie führten Mary Cybulski und John Tintori, die auch als Filmeditoren tätig waren; das Drehbuch schrieb Will Kern anhand des eigenen Theaterstücks.

## Handlung
Der Film zeigt einen Tag im Leben eines Chicagoer Taxifahrers. Er hat ungefähr 30 Fahrgäste; zuerst religiöse Menschen, die ihn bekehren wollen. Unter den Fahrgästen befindet sich eine schwangere Frau, die er in ein Krankenhaus fährt. Der Taxifahrer beobachtet einen Drogendeal. Dem letzten Fahrgast erzählt er die Geschichte einer vergewaltigten Frau, für die er früher unterwegs war.

## Kritiken
Roger Ebert schrieb in der Chicago Sun-Times vom 2. Oktober 1998, dem Film würden dramaturgische Höhepunkte fehlen. Dillon vermittle wenig Hintergrundwissen über die gespielte Figur.

## Hintergründe
Der Film wurde an Originalschauplätzen in Chicago gedreht. Die Weltpremiere fand am 14. März 1998 auf dem South by Southwest Film Festival statt, dem am 19. April 1998 das Los Angeles Independent Film Festival folgte. Am 2. Oktober 1998 kam der Film in die ausgewählten Kinos der USA, in den er ca. 5 Tsd. US-Dollar einspielte.